# Ottosen
Ottosen és una població dels Estats Units a l'estat d'Iowa. Segons el cens del 2000 tenia 61 habitants.

## Demografia
Segons el cens del 2000, Ottosen tenia 61 habitants, 24 habitatges, i 19 famílies. La densitat de població era de 41,3 habitants/km².
Dels 24 habitatges en un 41,7% hi vivien nens de menys de 18 anys, en un 58,3% hi vivien parelles casades, en un 12,5% dones solteres, i en un 20,8% no eren unitats familiars. En el 16,7% dels habitatges hi vivien persones soles el 16,7% de les quals corresponia a persones de 65 anys o més que vivien soles. El nombre mitjà de persones vivint en cada habitatge era de 2,54 i el nombre mitjà de persones que vivien en cada família era de 2,89.
Per edats la població es repartia de la següent manera: un 31,1% tenia menys de 18 anys, un 3,3% entre 18 i 24, un 27,9% entre 25 i 44, un 27,9% de 45 a 60 i un 9,8% 65 anys o més.
L'edat mediana era de 38 anys. Per cada 100 dones de 18 o més anys hi havia 110 homes.
La renda mediana per habitatge era de 34.000 $ i la renda mediana per família de 34.000 $. Els homes tenien una renda mediana de 25.714 $ mentre que les dones 25.000 $. La renda per capita de la població era de 15.525 $. Cap de les famílies i el 3,8% de la població estaven per davall del llindar de pobresa.

## Poblacions més properes
El següent diagrama mostra les poblacions més properes.